# サッチャー錯視

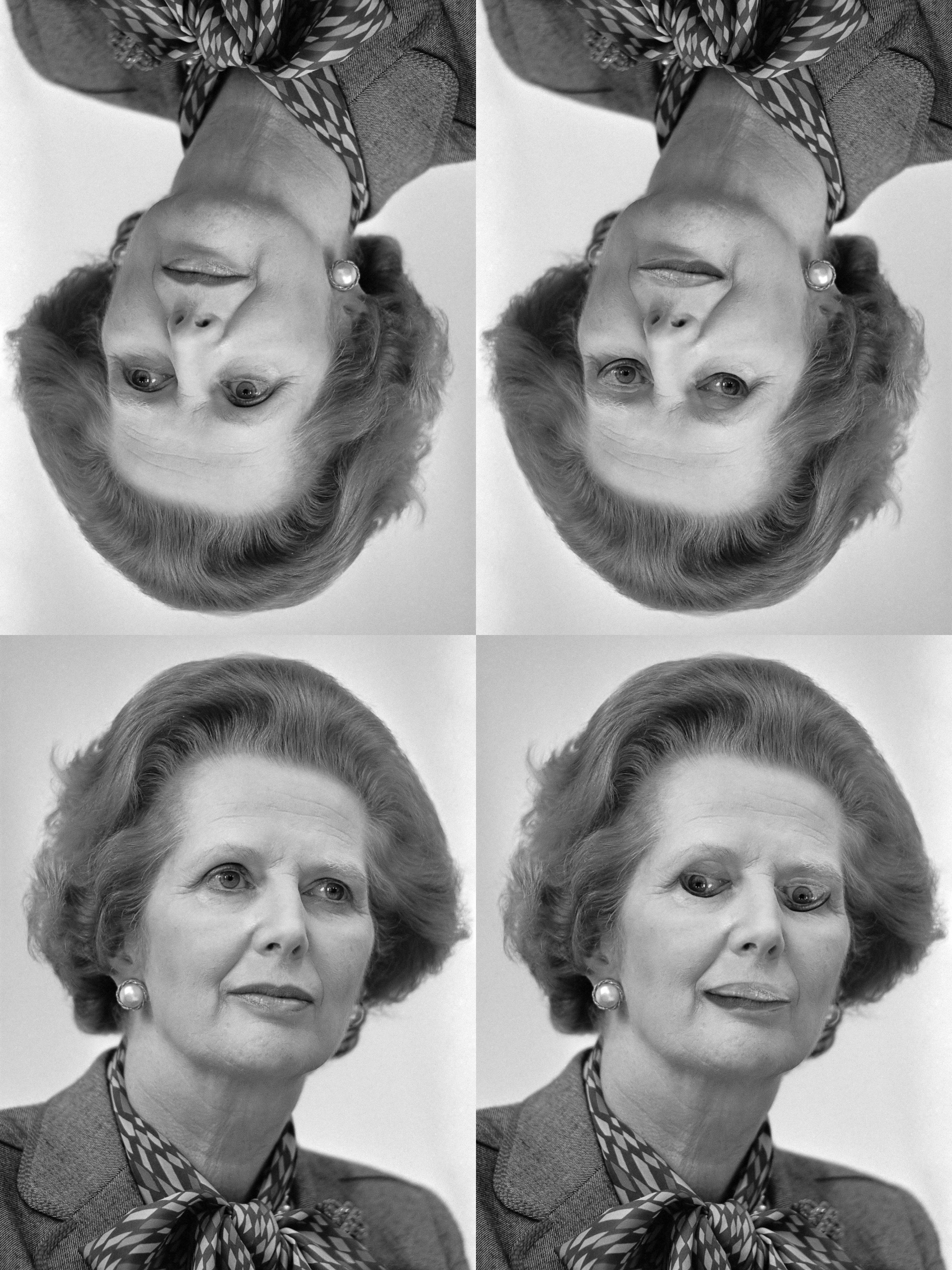
サッチャーを使った

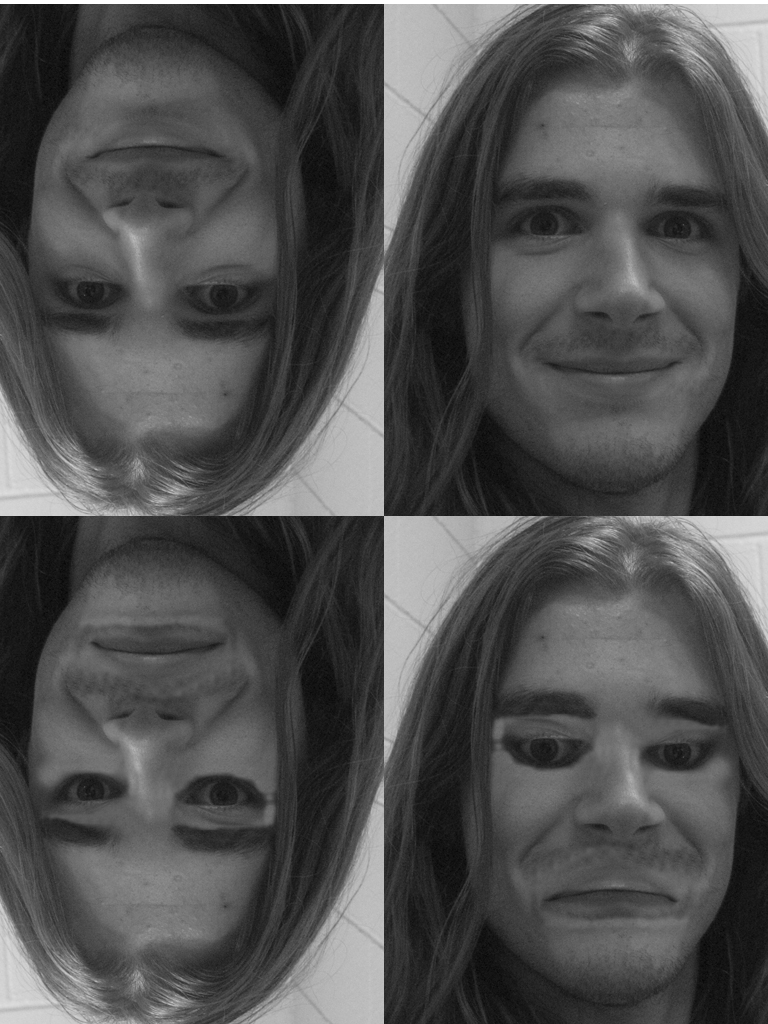
サッチャー錯視

サッチャー錯視（サッチャーさくし、英: Thatcher illusion）は、上下を反転させた倒立顔において、局所的特徴の変化の検出が困難になる現象である。同一の変化は、正立顔では簡単に検出できる。この錯視は、イギリスの首相マーガレット・サッチャーにちなんで命名された。これは、彼女の写真を用いたとき錯視が顕著にあらわれたことによる。この錯視はヨーク大学のピーター・トンプソンにより作成された(Thompson, 1980)。

## 概要
この効果は、倒立した2つの同一の写真を用いて示される。。片方の写真ははっきりと（かつきわめてグロテスクに）改変され、目と口が垂直方向に反転しているが、この変化は写真が正立しないかぎりははっきりとは分からない。
こうした現象が生じるのは、特別な心理的な過程が顔知覚にはたらいており、正立顔が特に効率的な処理を受けるためであると考えられている。顔はそれぞれの類似性がきわめて高いにもかかわらず、ある顔が他の顔と同じように見えることはない。我々は、顔を区別するための特別な過程を発達させており、顔処理の過程は全体的な配置(顔にある個々の特徴の構造的な関係)と同様に、目、鼻、口などの個々の特徴の細部に依存していると推測される。顔が倒立したときには、配置についての処理は生じないため、小さな違いであっても検出するのはより困難になる。
こうした効果は、相貌失認の患者では生じない。相貌失認とは、脳手術や病気などによって、顔の処理が阻害される障害である。このことは、特定の脳部位の損傷により、顔の構造を解析する過程が障害されることを示唆している。

### 最初の報告
- Thompson, P. (1980). Margaret Thatcher: A new illusion. Perception, 9(4), 483-484.

### その後の研究

#### 反応時間研究
- Sjoberg, W., & Windes, J. D. (1992). Recognition times for rotated normal and 'Thatcher' faces. Perceptual and Motor Skills, 75(3, Pt 2), 1176-1178.
- Stuerzel, F., & Spillmann, L. (2000). Thatcher illusion: dependence on angle of rotation. Perception, 29(8), 937-942.

#### 発達心理学的側面
- Lewis, M. B. (2003). Thatcher's children: Development and the Thatcher illusion. Perception, 32(12), 1415-1421.
- Rouse, H., Donnelly, N., Hadwin, J. A., & Brown, T. (2004). Do children with autism perceive second-order relational features? The case of the Thatcher illusion. J Child Psychol Psychiatry, 45(7), 1246-1257.

#### EEG
- Carbon, C. C., Schweinberger, S. R., Kaufmann, J. M., & Leder, H. (2005). The Thatcher Illusion seen by the brain: An event-related brain potentials study. Cognitive Brain Research, 24(3), 544-555.